# Elkershausen
Elkershausen ist ein Ortsteil der Gemeinde Friedland im niedersächsischen Landkreis Göttingen.

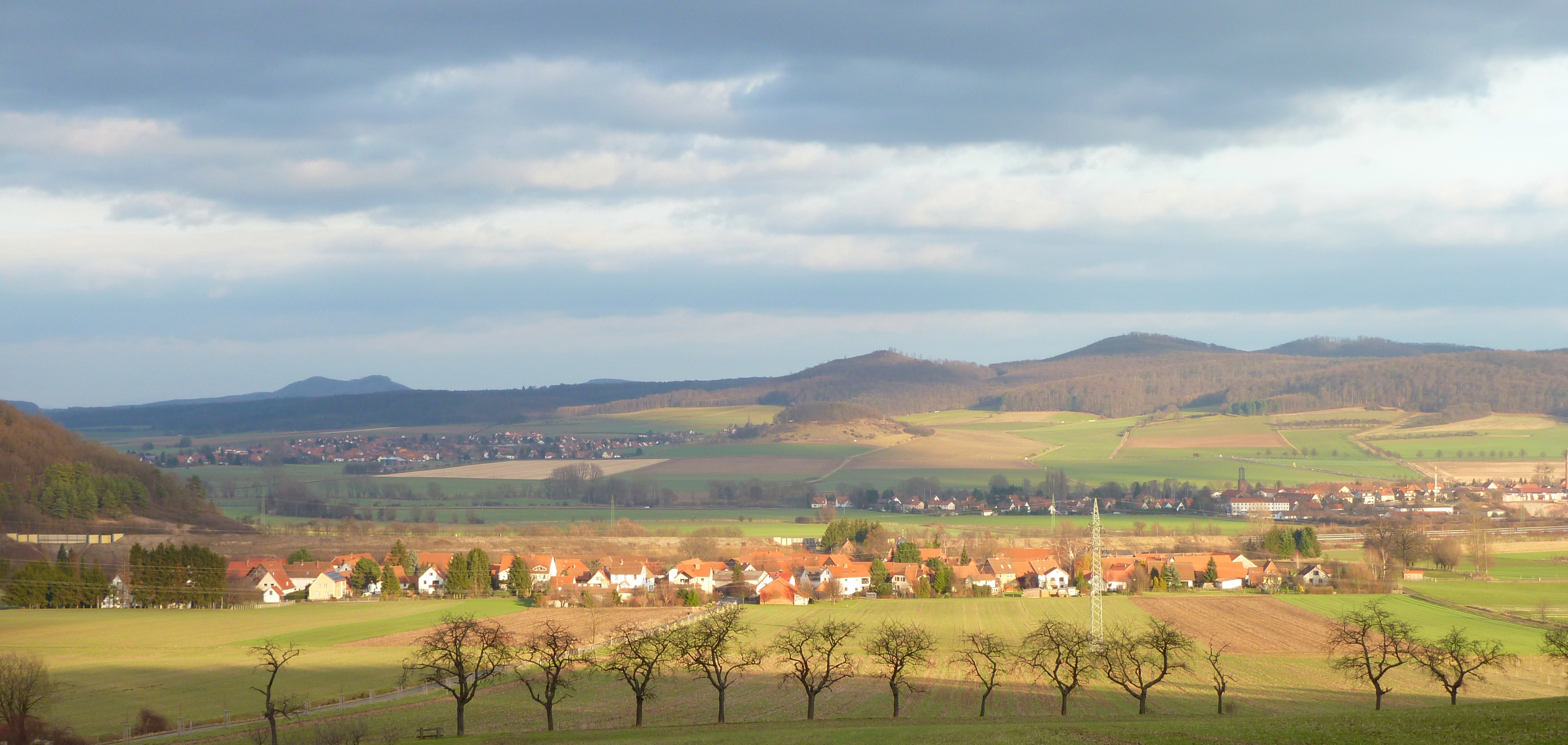
Blick von Westen auf Elkershausen und das Leinetal

## Beschreibung
Der Ort liegt im westlichen Bereich der Gemeinde, 1,5 km nordwestlich vom Ortskern Friedland entfernt. 165 Einwohner (Stand 31. Dezember 2023) leben auf einer Fläche von 3,53 km².
In den 1960er und 1970er Jahren hat Elkershausen mehrmals beim Wettbewerb „Unser Dorf soll schöner werden“ gewonnen.
Die Autobahn A 38 verläuft westlich in 200 Meter Entfernung.
An Vereinen gibt es die Angelvereinigung Elkershausen, die Feuerwehrkameradschaft Elkershausen e.V., die Freiwillige Feuerwehr Elkershausen, den Heimatverein Elkershausen e.V., den Kegelclub „Die wilden Kugeln“ und den Schützenverein Elkershausen.

## Geschichte
Die früheste Erwähnung des Ortes findet sich im Jahre 1100 unter dem Namen Elkerishuson. Knapp 40 Jahre später firmierte der Ort unter Haldrickhusen, als an dieser Stelle Güter an das Kloster Bursfelde geschenkt wurden. Ab dem späten 12. Jahrhundert bildete sich schließlich allmählich der heutige Ortsname heraus. Im östlichen Ende des Dorfes fanden sich ein mit tiefen Wällen umgebener Platz, der auch auf dem Walle genannt wurde. Da man dort einige Mauerstücke fand, lässt sich vermuten, dass an dieser Stelle einst eine Kemenate stand. Nachrichten über eine mögliche Burg fehlen, jedoch existierte früher im Ort die adlige Familie von Elkershausen, sodass dieses Haus als ihr Hauptsitz anzunehmen ist.
Am 1. Januar 1973 wurde Elkershausen in die Gemeinde Friedland eingegliedert.

## Politik

### Ortsrat
Der Ortsrat setzt sich aus fünf Ratsfrauen und Ratsherren zusammen.
- Wählergemeinschaft Elkershausen: 5 Sitze

(Stand: Kommunalwahl am 12. September 2021)

### Ortsbürgermeister
Ortsbürgermeister ist Karsten Koch.

## Kultur und Sehenswürdigkeiten

### Ev. St.-Nikolaus-Kirche

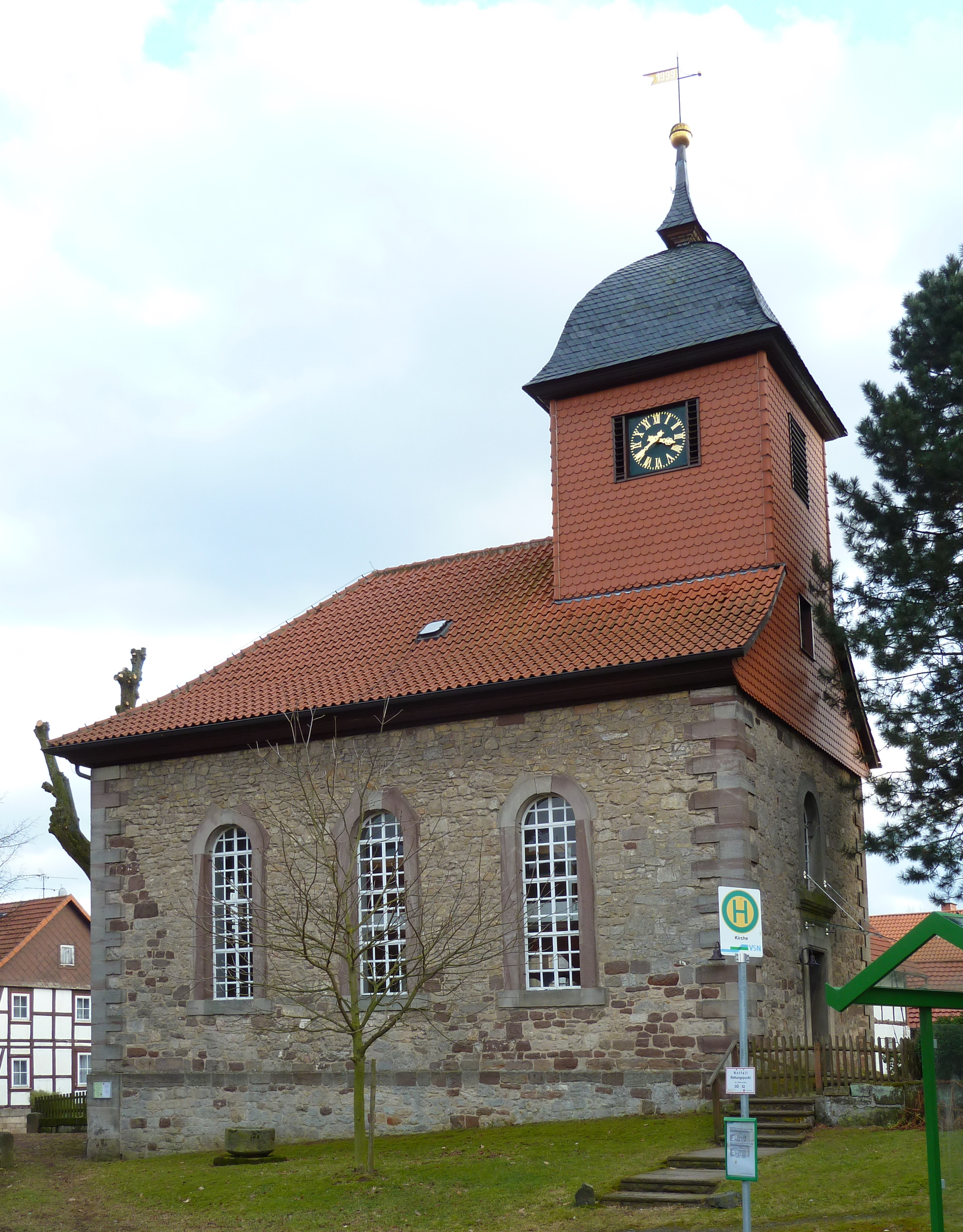
Ev.-luth. Kirche St. Nikolaus

Die heutige, dreiachsige Bruchsteinsaalkirche wurde im Jahr 1837 gebaut, nachdem ihr Vorgängerbau zu Beginn des 19. Jahrhunderts abgebrochen worden war. Sie besitzt eine Länge von knapp 12 m und eine Breite von etwa 7,5 m. Daneben besitzt sie eine gewölbte Bretterdecke und einen Dachreiter am westlichen Ende, der Altarraum ist am Außenbau nicht abgesetzt. Die Eckquader und die Umfassungen der großen Rundbogenfenster sind in Werkstein gearbeitet. Die Kirche steht auf einem leicht erhöhten, baumbepflanzten Platz neben dem Tie. Die Orgel besitzt ein Manual und ein Pedal. Sie wurde 1907 durch P. Furtwängler & Hammer für die Kirche in Todtenhausen erbaut, 1918 nach Elkershausen versetzt und 1984 erneuert.

## Söhne und Töchter des Ortes
- Karl Ludwig Nißler (1908–1987), deutscher Kinderarzt